# Odd Taxi
Odd Taxi (オッドタクシー?, Oddo Takushī) è una serie televisiva anime ideata da Kazuya Konomoto e diretta da Baku Kinoshita. È stata trasmessa dal 6 aprile al 29 giugno 2021 su TV Tokyo e AT-X.

## Trama
La storia si svolge in un mondo abitato da animali antropomorfi i quali formano una società che rispecchia in pieno quella degli esseri umani. Il tassista Odokawa, un tricheco mite e intelligente, svolge il suo lavoro disquisendo con i suoi passeggeri ed elargendo loro semplici ma preziosi consigli di vita. Senza volerlo, però, finisce invischiato in una serie di vicende mafiose che coinvolgono in prima persona alcune sue strette conoscenze e la sua stessa incolumità. Odokawa stringe un patto con un membro della malavita di cui sa di potersi fidare e tenta di incastrare il boss della yakuza Yano, al fine di tornare a vivere con la stessa serenità di prima.

## Personaggi
Hiroshi Odokawa (小戸川宏?, Odokawa Hiroshi)
Doppiato da: Natsuki Hanae
Un tricheco che svolge il lavoro di tassista. Mentre guida è solito ascoltare programmi alla radio e intrattenersi con i suoi passeggeri in interessanti conversazioni.
Miho Shirakawa (白川美保?, Shirakawa Miho)
Doppiata da: Riho Iida
È un'alpaca che lavora come infermiera alla clinica di Goriki, dalla quale carpisce illegalmente costosi farmaci per saldare un debito con Yano. Come passatempo pratica la capoeira.
Ayumu Gouriki (剛力歩?, Gōriki Ayumu)
Doppiato da: Ryōhei Kimura
Un gorilla, dottore e amico di Odokawa.
Eiji Kakihana (柿花英二?, Kakihana Eiji)
Doppiato da: Kappei Yamaguchi
Un gibbone dalle mani bianche, compagno di liceo di Odokawa e suo amico di bevute. Tramite un sito di incontri cerca di conoscere una fidanzata fingendosi ricco, ma questa sua attitudine lo porta ad immischiarsi nei traffici di Yano e verrà rapito.
Dobu (ドブ?)
Doppiato da: Kenji Hamada
Un gelada teppista, agli ordini di Kuroda e rivale di Yano. Sospetta che Odokawa sappia alcuni dettagli sul caso della ragazza scomparsa e si avvicina a lui. Il suo vero nome è Kyouhei Mizoguchi (溝口恭平?, Mizoguchi Kyouhei).

### Personaggi ricorrenti
Kenshiro Daimon (大門堅志朗?, Daimon Kenshirou)
Doppiato da: Kōhei
Un poliziotto suricato furbo e corrotto. Sostiene alcuni rapporti mafiosi e per questo osteggia Odokawa.
Koshiro Daimon (大門幸志朗?, Daimon Koushirou)
Doppiato da: Asei
Il fratello minore di Kenshiro. Al contrario di lui ha un forte senso della giustizia ma si fida ciecamente di suo fratello e si ostina a non voler credere che sia un traditore quando Odokawa glielo dimostra. Malgrado ciò aiuta il tassista a incastrare i criminali senza farlo sapere a Kenshiro.
Kensuke Shibagaki (柴垣謙介?, Shibagaki Kensuke)
Doppiato da: Yūsuke
Un cinghiale appartenente al duo comico manzai Homosapiens che lavora per una trasmissione radio. Le sue battute non sono sempre le più brillanti e non riesce sempre a far divertire il pubblico.
Atsuya Baba (馬場 敦也?, Baba Atsuya)
Doppiato da: Atsuhiro Tsuda
Un cavallo. È l'altro membro degli Homosapiens e, al contrario di Shibagaki, diventa molto popolare anche in televisione.
Taichi Kabasawa (樺沢太一?, Kabasawa Taichi)
Doppiato da: Takashi
Un ippopotamo pigmeo studente universitario e molto accanito dei social network. È costantemente in cerca di un modo per diventare virale e ci riuscirà sfruttando la popolarità di Dobu.
Daichi Fukumoto (福本大地?, Fukumoto Daichi)
Doppiato da: Keisuke Takai
Un panda maggiore membro del duo comico Bonnou Illumination.
Shigeyuki Kondo (近藤繁之?, Kondou Shigeyuki)
Doppiato da: Phoenix
Un ghepardo, socio di Fukumoto nel duo Bonnou Illumination.
Shun Imai (今井旬?, Imai Shun)
Doppiato da: Kōdai Sakai
Una puzzola fanatica delle Mystery Kiss. Per passatempo compra biglietti della lotteria e, giocando una combinazione suggerita casualmente da Odokawa, vince un milione di yen. In preda all'emozione pubblica la vincita sui social network e così facendo finisce nel mirino di Yano.

### Mystery Kiss
Rui Nikaidо (二階堂ルイ?, Nikaidō Rui)
Doppiata da: Suzuko Mimori
È barboncina e cantante principale del gruppo di idol emergente Mystery Kiss.
Shiho Ichimura (市村しほ?, Ichimura Shiho)
Doppiata da: Moeka Koizumi
Una gatta calica corista delle Mystery Kiss. Viene costretta dal suo manager ad estorcere del denaro a uomini ricchi per aiutare a finanziare il gruppo. Tra questi c'è anche Kakihana, o meglio, una sua identità fasulla postata in rete.
Yuki Mitsuya (三矢ユキ?, Mitsuya Yuki)
Doppiata da: Akari Kitō
Una gatta nera corista delle Mystery Kiss. Avrebbe sostituito Rui come cantante principale ma è morta misteriosamente.
Sakura Wadagaki (和田垣さくら?, Wadagaki Sakura)
Doppiata da: Manatsu Murakami
Una gatta nera ingaggiata per sostituire Yuki dopo la sua scomparsa indossando una maschera sul volto.

### Personaggi secondari
Taeko Harada (原田タエ子?, Harada Taeko)
Doppiata da: Tomoko Murakami
Un canguro che gestisce il bar Yamabiko, frequentato da Odokawa e altri suoi amici.

## Media

### Anime
La serie televisiva anime è stata trasmessa su TV Tokyo e AT-X in Giappone dal 6 aprile al 29 giugno 2021. È diretta da Baku Kinoshita, che ha curato anche gli storyboard, e sceneggiata da Kazuya Konomoto, che ha curato il character design assieme a Hiromi Nakayama. La colonna sonora è stata composta da OMSB, PUNPEE e VaVa. I primi 4 episodi della serie sono stati proiettati in anteprima il 20 marzo 2021 con il cast della serie, mentre una versione speciale di questi episodi è stata pubblicata in streaming. La cantautrice Gonna e il rapper DJ PUNPEE hanno cantato la sigla d'apertura Odd Taxi mentre Suzuko Mimori quella di chiusura, Sugarless Kiss. I diritti per la distribuzione al di fuori dell'Asia sono stati acquistati da Crunchyroll che l'ha trasmessa in simulcast in versione sottotitolata in vari Paesi del mondo, tra cui l'Italia. Mighty Media ha concesso in licenza la serie nei territori del sud-est asiatico.
Il comitato di produzione originariamente non aveva intenzione di distribuire un cofanetto Blu-ray, ma a seguito della domanda del pubblico, è stato annunciato che un cofanetto Blu-ray sarebbe stato pubblicato se fossero stati effettuati almeno 300 preordini durante una campagna dedicata. Pony Canyon ha riferito che sono stati effettuati almeno 500 preordini.

#### Episodi
| Nº | Titolo italiano Giapponese 「Kanji」 - Rōmaji                                                    | In onda        | In onda |
| Nº | Titolo italiano Giapponese 「Kanji」 - Rōmaji                                                    | Giapponese     |         |
| 1  | L'autista eccentrico 「変わり者の運転手」 - Kawari mono no untenshu                              | 6 aprile 2021  |         |
| 2  | Come passare una lunga notte 「長い夜の過ごし方」 - Nagai yoru no sugoshikata                    | 13 aprile 2021 |         |
| 3  | Attenti a chi si finge qualcosa che non è 「付け焼き刃に御用心」 - Tsukeyakiba ni go-yōjin       | 20 aprile 2021 |         |
| 4  | La rivoluzione di Tanaka 「田中革命」 - Tanaka kakumei                                           | 27 aprile 2021 |         |
| 5  | Non chiamarmi "Idol" 「アイドルなんて呼ばないで」 - Aidoru nante yobanai de                      | 4 maggio 2021  |         |
| 6  | Fammi sentire che dici "Ma che cavolo?!" 「なんでやねんが聞きたいよ」 - Nandeyanen ga kikitai yo | 11 maggio 2021 |         |
| 7  | Dolcetto o scherzetto 「トリック・オア・トリート」 - Torikku oa torīto                           | 18 maggio 2021 |         |
| 8  | Bless you 「Bless you」                                                                          | 15 maggio 2021 |         |
| 9  | La malinconia dell'eroe 「ヒーローの憂鬱」 - Hīrō no yūutsu                                      | 1º giugno 2021 |         |
| 10 | Non abbiamo un futuro 「俺たちに明日はない」 - Oretachi ni asu wa nai                            | 8 giugno 2021  |         |
| 11 | Se potessi tornare a quel giorno 「あの日に戻れたら」 - Ano hi ni modore tara                    | 15 giugno 2021 |         |
| 12 | Non è abbastanza 「たりないふたり」 - Tarinai futari                                             | 22 giugno 2021 |         |
| 13 | Dove la porto? 「どちらまで？」 - Dochira made?                                                  | 29 giugno 2021 |         |

### Radiodramma
Contemporaneamente all'anime è stato trasmesso un radiodramma, caricato sul canale YouTube ufficiale dell'anime, con il primo episodio pubblicato il 6 aprile 2021. Il radiodramma segue le conversazioni tra i personaggi trasmesse da una microspia che viene mostrata in tutta la serie.

### Manga

Copertina del primo volume dell'edizione italiana, raffigurante Hiroshi Odokawa

Un adattamento manga scritto da Kazuya Konomoto e disegnato da Takeichi Abaraya è stato serializzato dal 15 gennaio 2021 al 22 luglio 2022 sul sito web Superior Dalpana di Shōgakukan. I capitoli sono stati raccolti in 5 volumi tankōbon pubblicati dal 30 marzo 2021 al 29 luglio 2022.
Una seconda serie manga basata su un nuovo progetto intitolato RoOT/Route of Odd Taxi (RoOT/ルート オブ オッドタクシー?, RoOT/Rūto Obu Oddo Takushī) ha iniziato la serializzazione il 24 febbraio 2023 sempre su Superior Dalpana. I capitoli vengono raccolti in volumi tankōbon a partire dal 30 maggio 2023; al 28 novembre 2024 ne sono stati pubblicati in totale 5. La serie si concluderà con l'uscita del sesto volume previsto per maggio 2025.
In Italia la prima serie è stata annunciata da Dynit che l'ha pubblica dal 24 maggio 2024 al 21 marzo 2025.
| Odd Taxi (5 volumi)                |                   |                        |                  |                        |
| 1                                  | 30 marzo 2021     | ISBN 978-4-09-861014-3 | 24 maggio 2024   | ISBN 978-88-3355-533-1 |
| 2                                  | 30 giugno 2021    | ISBN 978-4-09-861089-1 | 21 giugno 2024   | ISBN 978-88-3355-539-3 |
| 3                                  | 30 novembre 2021  | ISBN 978-4-09-861192-8 | 30 agosto 2024   | ISBN 978-88-3355-563-8 |
| 4                                  | 30 marzo 2022     | ISBN 978-4-09-861294-9 | 14 febbraio 2025 | ISBN 978-88-3355-581-2 |
| 5                                  | 29 luglio 2022    | ISBN 978-4-09-861385-4 | 21 marzo 2025    | ISBN 978-88-3355-654-3 |
| RoOT/Route of Odd Taxi (5+ volumi) |                   |                        |                  |                        |
| 1                                  | 30 maggio 2023    | ISBN 978-4-09-861807-1 | —                | —                      |
| 2                                  | 28 settembre 2023 | ISBN 978-4-09-862523-9 | —                | —                      |
| 3                                  | 27 dicembre 2023  | ISBN 978-4-09-862622-9 | —                | —                      |
| 4                                  | 30 maggio 2024    | ISBN 978-4-09-862802-5 | —                | —                      |
| 5                                  | 28 novembre 2024  | ISBN 978-4-09-863071-4 | —                | —                      |

### Light novel
Un adattamento light novel di Manabu Wakui, basato sulla sceneggiatura di Kazuya Konomoto, è stato pubblicato il 6 luglio 2021. Il romanzo è una rivisitazione di diversi momenti chiave dell'anime dal punto di vista di diversi personaggi.

### Film
Il 25 dicembre 2021 è stato annunciato un adattamento cinematografico anime intitolato Odd Taxi: In the Woods. Il cast e lo staff della serie sono tornati a ricoprire i rispettivi ruoli. È stato distribuito in Giappone il 1º aprile 2022.

### Altro
Prima dell'uscita della serie è stato creato un account Twitter contenente tweet scritti dal personaggio dell'ippopotamo Kabasawa Taichi durante gli eventi della serie sotto lo pseudonimo di @kbsw_t. Il post più popolare è stato pubblicato il 10 ottobre 2020 e presenta un selfie tra il protagonista Odokawa e Kabasawa, e il tweet ha cominciato a guadagnare popolarità ad aprile 2021, quando il primo episodio è stato mandato in onda in Giappone.